# Institut Angus Reid
L'Institut Angus Reid (en anglais, Angus Reid Institute) est un organisme non partisan et sans but lucratif de recherche sur l'opinion publique basé à Vancouver, en Colombie-Britannique (Canada), qui fournit des informations sur les questions et les tendances canadiennes touchant le domaine social, l'économie, l'administration publique, la gouvernance, la politique intérieure et la politique étrangère. Il a été fondé en octobre 2014 par Angus Reid. Il a le statut d'organisme de bienfaisance enregistré au Canada.
L'Institut Angus Reid commande, recherche et diffuse des sondages d'opinion et des analyses politiques originales et impartiales. Il met ces informations à disposition sur son site web et par le biais de publications, de médias d'information, de consultants, de canaux de médias sociaux et de ses partenaires.
À l'automne 2016, l'Institut Angus Reid et la Société Radio-Canada se sont associés pour faire un sondage à l'échelle nationale, qui a notamment porté sur les points de vue des Canadiens sur le multiculturalisme, la diminution du désir de séparatisme au Québec et la baisse du niveau de fierté des milléniaux canadiens.
Angus Reid a également publié une chronique sur les perceptions et les réalités du multiculturalisme au Canada.